# جون هولمز (سياسي كندي)
جون هولمز (بالإنجليزية: John Holmes)‏ هو سياسي كندي، ولد في 1 مارس 1789 في المملكة المتحدة، وتوفي في 3 يونيو 1876 في كندا. حزبياً، نشط في حزب كندا المحافظ. وقد انتخب عضو مجلس نواب نوفا سكوتيا عن دائرة Pictou County ‏ (1851 – 1855) وانتخب عضو مجلس الشيوخ الكندي (23 أكتوبر 1867 – 3 يونيو 1876) وانتخب عضو مجلس نواب نوفا سكوتيا عن دائرة Pictou County ‏ (1836 – 1847).